# Nick Carter (zenész)
Nicholas Gene Carter (Jamestown, New York, 1980. január 28. –), amerikai színész, zenész és popénekes. Tagja a Backstreet Boys együttesnek, Aaron Carter bátyja.

## Életrajza
Nick a New York állambeli Jamestownban született, Jane Spaulding és Robert Gene Carter fia. Testvérei: Bobbie Jean (beceneve: BJ), Leslie, és az ikrek Aaron és Angel. Féltestvére: Ginger, édesapja első házasságából.
Néhány évvel később a család a floridai Ruskinba költözött, ahol a szülők egy idősek otthonát vezettek. Már kiskorában is szeretett szerepelni. Első szereplése Az operaház fantomjának főszerepe volt. Megnyert néhány tehetségkutató versenyt, és énekelt a Tampa Bay Buccaneers futballjátékokon. Játszott TV reklámokban. Első filmszerepét az Ollókezű Edward című filmben kapta 1990-ben. Nemsokára találkozott A.J. McLeannel és Howie Dorough-al akikkel hamar összebarátkozott.

## Backstreet Boys
Később a három barát egy A cappella csapatot alapított. Lou Pearlman menedzselte őket. Kis idő elteltével csatlakozott a csapathoz Kevin Richardson, aki magával hozta unokatestvérét Brian Littrellt. Kezdetben nem arattak nagy sikert az Egyesült Államokban, de menedzserük javaslatára 1996-ban Európában kezdtek koncertezni, ahol hatalmas rajóngótáboruk lett.

## Szólókarrier
2002-ben szólókarrierbe kezdett és megjelent Now or Never című albuma, amely a Billboard 200-as listán a 17. helyig tornászta fel magát. Még ugyan ebben az évben elnyerte a "Legszexisebb férfi a Világon" címet a Cosmogirl magazin olvasói jóvoltából. Visszatért színészi karrierjéhez is. Kevin Zegers rendezte "The Hollow" című horror filmben játszotta Brody szerepét.

### Második szólóalbum
Nick belekezdett második lemeze felvételeibe, de ez félbeszakadt, mivel a Backstreet Boys újra összeállt és stúdióba vonult.

## Harmadik szólóalbum
Carter harmadik szólóalbuma az I'm Taking Off címet viseli, és 2011.május 23-án jelent meg Amerikában.Az alap lemezen 11 szám található.

## Színészi pályafutása
Nick és testvérei elindítottak egy valóságshow-t Carterék háza címmel, amit 2006 októberében kezdte vetíteni az amerikai E! csatorna. A show 1 évadból állt, ami 8 részt tartalmazott. Szerepet kapott a "Kill Speed" című filmben, amit 2007-ben kezdtek forgatni. Olyan neves színészekkel játszik együtt, mint Brandon Quinn, Andrew Keegan, Natalia Cigliuti, Greg Grunberg, és Reno Wilson. A filmet Kim Bass rendezte, a producerek Dave Riggs és Desiree Jellerette voltak.
A színészet mellett belevágott a rendezésbe is. 2010-ben leforgatta első rövidfilmjét The Pendant címmel.

## Magánélete
Nicknek sok barátnője volt a szórakoztatóiparból, köztük Willa Ford, Asun Ortega, Paris Hilton, Dalene Curtis és Ashlee Simpson.
2006 szeptember 29-én a "The Howard Stern Show"-ban elmesélte, hogyan vesztette el szüzességét Debra LaFavé-vel, aki az osztálytársa volt.

## Diszkográfia

### Albumok
- 2002: Now or Never
- 2002: Before the Backstreet Boys 1989–1993
- 2011: I'm Taking Off
- 2015: All American

### Slágerek
- "Help Me" (2002)

- "Do I Have to Cry for You" (2002)

- "I Got You" (2003)
- "Just One Kiss" (2011)

### Bónusz dalok
- Don't Walk Away

- End Of Forever

- Forever Rebel

- Love To Love (Backstreet Boys)

- Not Like You

- Payback

- Rockstar Baby

- Scandalicious

- Shout

- There For Me feat. Melissa Schuman

- Say Goodbye feat. Tommy Lee

- Beautiful Lie feat. Jennifer Paige

## Fordítás
- Ez a szócikk részben vagy egészben az Nick Carter (musician) című angol Wikipédia-szócikk fordításán alapul.  Az eredeti cikk szerkesztőit annak laptörténete sorolja fel. Ez a jelzés csupán a megfogalmazás eredetét és a szerzői jogokat jelzi, nem szolgál a cikkben szereplő információk forrásmegjelöléseként.

## További információ
- Hivatalos oldal
- Nick Carter a Facebookon
- Nick Carter a PORT.hu-n (magyarul)
- Nick Carter az Internet Movie Database-ben (angolul)
- Nick Carter a Notable Names Database-en

## Kapcsolódó szócikk
- Backstreet Boys